# Улица Годовикова (Владикавказ)
Улица Годовикова — улица в городе Владикавказ, Северная Осетия, Россия. Находится в Иристонском муниципальном округе между улицами Бакинской и Улица Братьев Щукиных. Начинается от улицы Братьев Щукиных.
Улицу Годовикова пересекают улицы Куйбышева и Максима Горького. 
Названа в честь советского лётчика-бортмеханика Николая Годовикова из экипажа Сигизмунда Леваневского.
Улица образовалась в 30-х годах XX века. Впервые упоминается под собственным наименованием на Плане города Орджоникидзе в 1943 году.

## Источник
- Владикавказ. Карта города, 2011.
- Кадыков А. Н. Улицы, переулки, площади и проспекты г. Владикавказа: справочник. — Владикавказ: Респект, 2010. — С. 104—105. — С. 512 — ISBN 978-5-905066-01-6
- Торчинов В. А., Владикавказ., Краткий историко-краеведческий справочник, Владикавказ, Северо-Осетинский научный центр, 1999, стр. 109, ISBN 5-93000-005-0